# Albarda

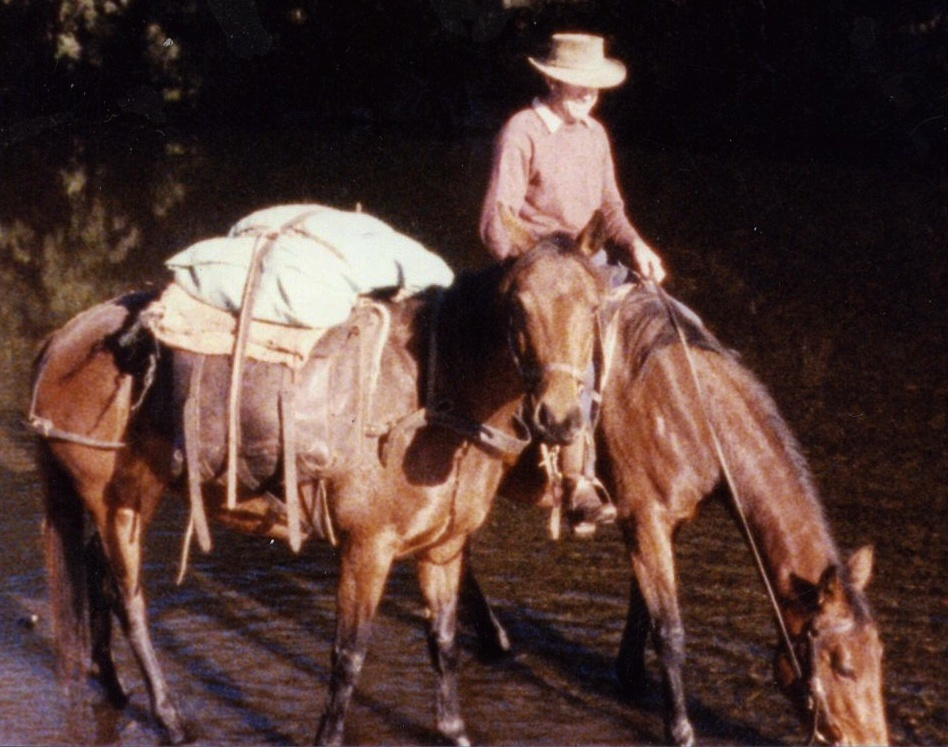
Cavalo com albarda

Albarda é um aparelho artesanal usado em bestas para o transporte de pessoas ou de mercadorias. Composta principalmente de dois grandes blocos que se encaixam em ambos os lados da coluna vertebral, ligados a uma correia na barriga deixando-oca, de modo que a carga não fere o animal. Normalmente ele vai colocado em uma sela, sujeito a uma cinta de flanco e garupa. No México, o selim é uma sela de cavalo com ambos os pés de um lado , em vez de sentar-se montado em volta do animal.

## Portugal
No Sul de Portugal o artesão que fabrica albardas é o albardeiro. Também confecciona molins e monilhas. A arte da albardadura está neste momento em vias de se extinguir.

## México
É amplamente utilizado em escaramuças no México que são execuções montando diferentes exercícios com um certo grau de dificuldade, além de ser muito atraente para os actores e espectadores, para proporcionar um bom ato de beleza também conhecido por ser em um carrossel para mulheres de charro que vivem a cavalo.